# Melegena cyanea
Melegena cyanea là một loài bọ cánh cứng trong họ Cerambycidae.